# Clervaux
Clervaux (letzeburgsk: Klierf, tysk: Clerf) er en kommune og en by i Luxembourg. Kommunen, som har et areal på 25,49 km², ligger i kantonen Clervaux i distriktet Diekirch. I 2005 havde kommunen 1.892 indbyggere. Byen Clervaux er kantonen Clervaux administrative center.

## Galleri
- Clervaux Slot
- Clervaux Slot
- Clervaux Kirke
- Clervaux By